# Булавоусые чешуекрылые
Булавоусые чешуекрылые (лат.  Papilionoformes, или Rhopalocera) — таксономическая клада бабочек, первоначально объединявшая два родственных надсемейства Hesperioidea и Papilionoidea из инфраотряда Papilionomorpha. Позднее в 1986 году к ним было добавлено надсемейство Hedyloidea (ранее Hedylidae относили к пяденицам). Согласно одному из подходов к систематике чешуекрылых, булавоусые чешуекрылые имеют ранг серии в группе высших чешуекрылых инфраотряда Papilionomorpha подотряда Glossata.

## Филогения и эволюция
Древнейшие находки представителей Papilionoidea датируются олигоценом. Характерными особенностями олигоценовой фауны является резкое преобладание нимфалид (Nymphalidae) подсемейства Nymphalinae и большое разнообразие Libytheinae. В миоцене систематический состав булавоусых чешуекрылых, видимо, уже приближается к современному; в это время впервые обнаруживаются такое крупное современное семейство, как голубянки (Lycaenidae). Отсутствие доолигоценовых находок Papilionoidea может быть связано с тем, что более древние бабочки известны, главным образом, из ископаемых смол (янтаря), где крупные насекомые практически не встречаются. Поэтому весьма правдоподобно, что бабочки с открыто живущими гусеницами появились только лишь в олигоцене. Преобладание среди них форм, экологически связанных предположительно с древесной и кустарниковой растительностью (Nymphalinae, Libytheinae) или с лианами (примитивные парусники) при отсутствии многих важных групп, являющихся связанными с травянистыми растениями (Nymphalidae, Satyrinae, Lycaenidae и др., появляющиеся только лишь в миоцене), является отражением слабого развития открытых травянистых ландшафтов в палеогене и резкое увеличение их площади в неогене. Первыми растениями на которых питались гусеницы булавуосых бабочек были, предположительно, бобовые (Fabaceae) и произошло это на территории современной Америки. Вскоре после мелового термического максимума бабочки пересекли Берингию и диверсифицировались в Палеотропиках. Результаты филогенетического анализа показывают, что большинство видов бабочек являются узкими специалистами, чьи гусеницы питаются только одним семейством растений-хозяев. Однако бабочки-генералисты, потребляющие два или более семейств растений, обычно питаются близкородственными растениями.
Самым древним из ныне живущих представителей Papilionoformes, по-видимому, является Baronia brevicornis — реликтовый вид, эндемик Мексики. Он характеризуется общими чертами с ископаемым таксоном Praepapilio и считается самым примитивным сохранившихся видом группы Papilionidae.

## Характеристика

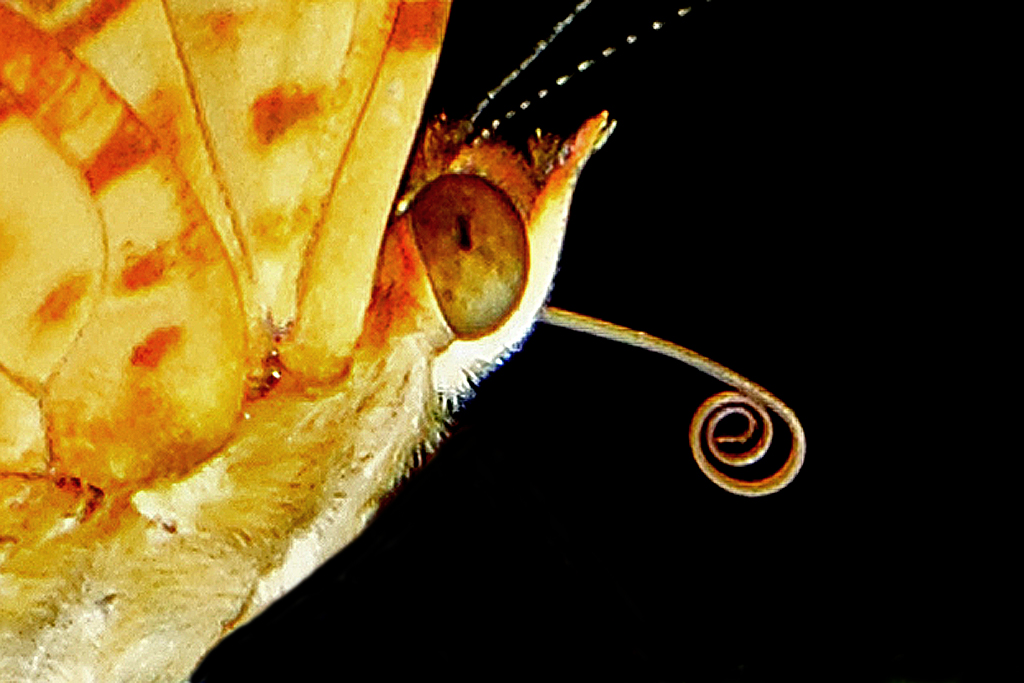
Голова крупным планом. Хорошо виден хоботок, который в покое сворачивается в спираль

Наиболее характерными признаками булавоусых чешуекрылых являются: яйца стоячего типа; куколки, обычно прикрепляемые специальным шелковидным пояском; имаго с дуговидно изогнутым брюшком и с петлей аорты, с вторичным ослаблением мезоскутума около медиального нотального крылового отростка. В связи с дневным образом жизни большинство булавоусух чешуекрылых отличаются яркой окраской крыльев, и характеризуются различными размерами от небольших до крупных. В состоянии покоя дневные булавоусые чешуекрылые складывают крылья вертикально подняв их над телом. Само тело относительно стройное.
Размеры представителей колеблются в широких пределах. Самой большой по размаху крыльев булавоусой бабочкой является орнитоптера королевы Александры (Ornithoptera alexandrae) — размах крыльев самки достигает 27,3 см. К крупнейшим дневным бабочкам также относится Papilio antimachus из Центральной Африки, размах крыльев самцов которых может достигать 25 см.

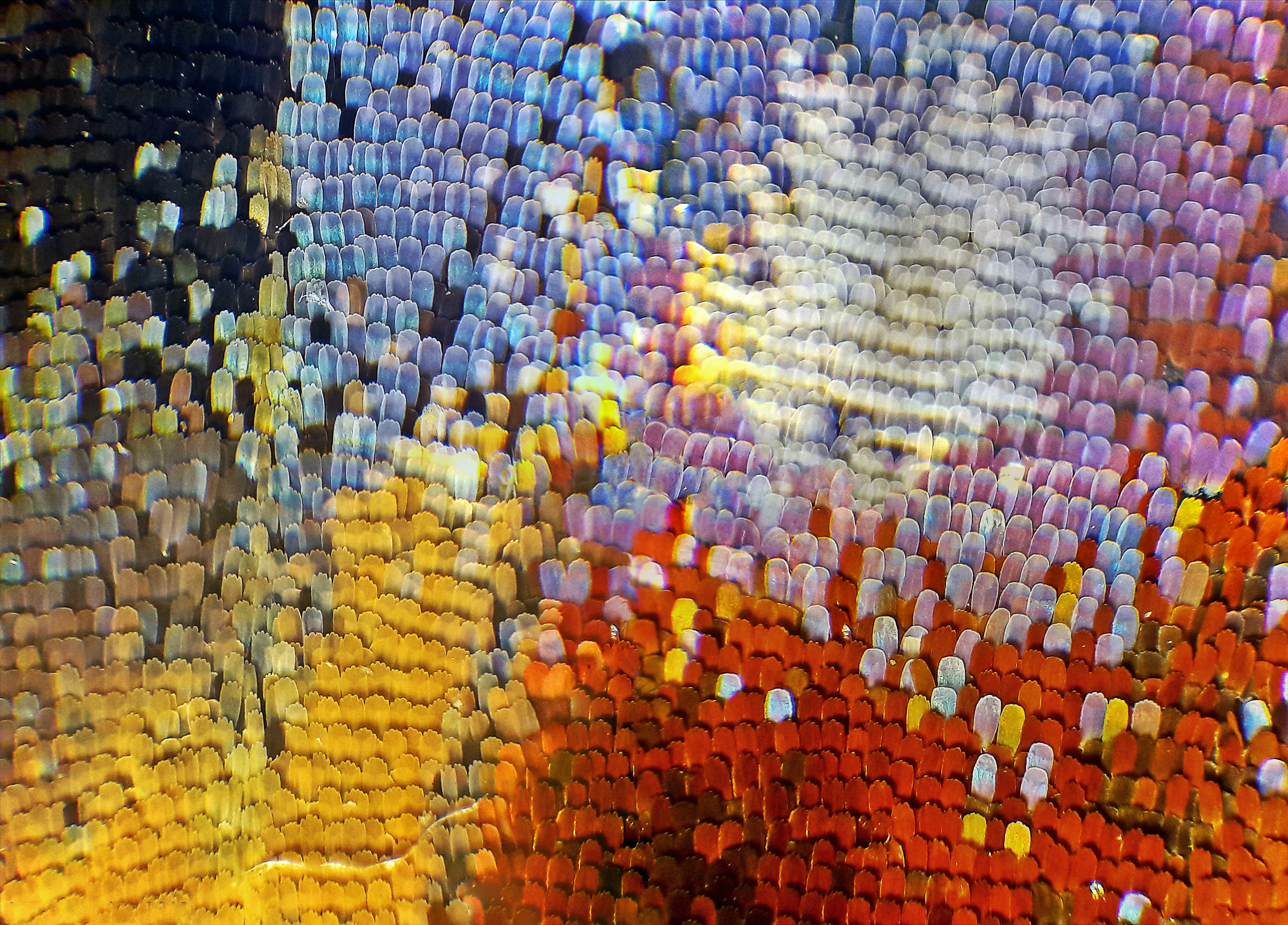
Чешуйки крыла бабочки павлиний глаз под микроскопом

Ротовой аппарат всегда хорошо развитый, сосущего типа — хоботок — образован сильно видоизменёнными нижними челюстями, образующими трубочку, в покое спирально свёрнутую. Хоботок состоит из двух полутрубчатых частей, которые соприкасаются краями и скрепляются заходящими друг на друга щетинками. Хоботок служит для питания жидкой пищей. Внутри него расположены мелкие чувствительные волоски, выполняющие рецепторную функцию. Верхние челюсти у представителей отряда отсутствуют или представлены небольшими бугорками. Нижняя губа редуцирована, образует треугольный или сердцевидный валик у основания хоботка с нижней стороны. Её щупики хорошо развиты и состоят из трёх члеников. У булавоусых бабочек на последнем членике щупиков располагается глубоко залегающая ямка, в нижней части которой находятся чувствительные рецепторы в виде конусов. Её отверстие располагается на свободном конце щупика и окружено целым рядом чешуек. По бокам головы расположены полушаровидные, хорошо развитые, сложные, фасеточного типа глаза, состоящие из большого числа (до 27 000) омматидиев, дающих общее мозаичное изображение. Глаза обычно выпуклые, круглые или овальные. Некоторые бабочки, например, крапивница (Aglais urticae) и капустница (Pieris brassicae), различают красный цвет, в то время как сатиры (Satyrinae) его не видят. В наибольшей степени привлекают бабочек два цвета — сине-фиолетовый и жёлто-красный. Бабочки воспринимают также ультрафиолетовую часть спектра, чувствительны к поляризованному свету и способны ориентироваться по нему в пространстве. Движущиеся объекты различают гораздо лучше неподвижных. Усики булавовидные или крючковатые. Грудь, как и у всех насекомых, состоит из трёх сегментов: переднегруди, среднегруди и заднегруди — несущих три пары ног и две пары крыльев. Строение ног типично для насекомых, они ходильные или бегательные. Тазики крупные, соединение их с грудью малоподвижное, свободная часть ноги включает вертлуг, бедро, голень и лапку (у большинства видов все лапки пятичлениковые с парой коготков на конце). У некоторых групп в той или иной степени редуцированы передние ноги, у голубянок — менее значительно, у нимфалид — до полной утраты способности к хождению, в результате чего эти бабочки передвигаются на четырёх ногах (средних и задних). Крыльев две пары, перепончатые, с небольшим количеством поперечных жилок. У большинства видов булавоусых бабочек скреплению крыльев способствует выступающий вперёд край задних крыльев, на который заходит край верхних крыльев. Крылья, как правило, полностью покрыты чешуйками, которые представляют собой видоизменённые щетинки. Чешуйки располагаются не только на крыльях, но и по телу бабочки. Так, у булавоусых бабочек чешуйки на груди мелкие, неправильной формы, с заострённым краем. Грудные чешуйки прочих групп крупнее, одинаковой формы и размера. Брюшко удлинённое, цилиндрической формы, причём у самцов оно тоньше и иногда несколько уплощённое с боков.
Половой диморфизм — различия во внешнем виде, окраске и/или форме тела самца и самки — широко распространён и порой резко выражен среди различных чешуекрылых. Кроме отличий в строении усиков, самки многих чешуекрылых, как правило, крупнее самцов, с крупным брюшком; обладают менее яркой окраской, иногда полностью отличающейся от таковой у самцов. В большинстве случаев, такие отличия вызваны репродуктивной яйцекладущей функцией и меньшей подвижностью самок. У бабочек из рода орнитоптеры (Ornithoptera) самцы меньше самок и имеют яркую окраску крыльев, самки же гораздо крупнее и окрашены в коричнево-чёрные тона. Самцы многих морфид (Morpho) обладают яркой синей окраской, в то время как самки — жёлто-коричневые. Одним из проявлений полового диморфизма являются различия в окраске крыльев, видимые только в ультрафиолетовом излучении.

## Гусеницы

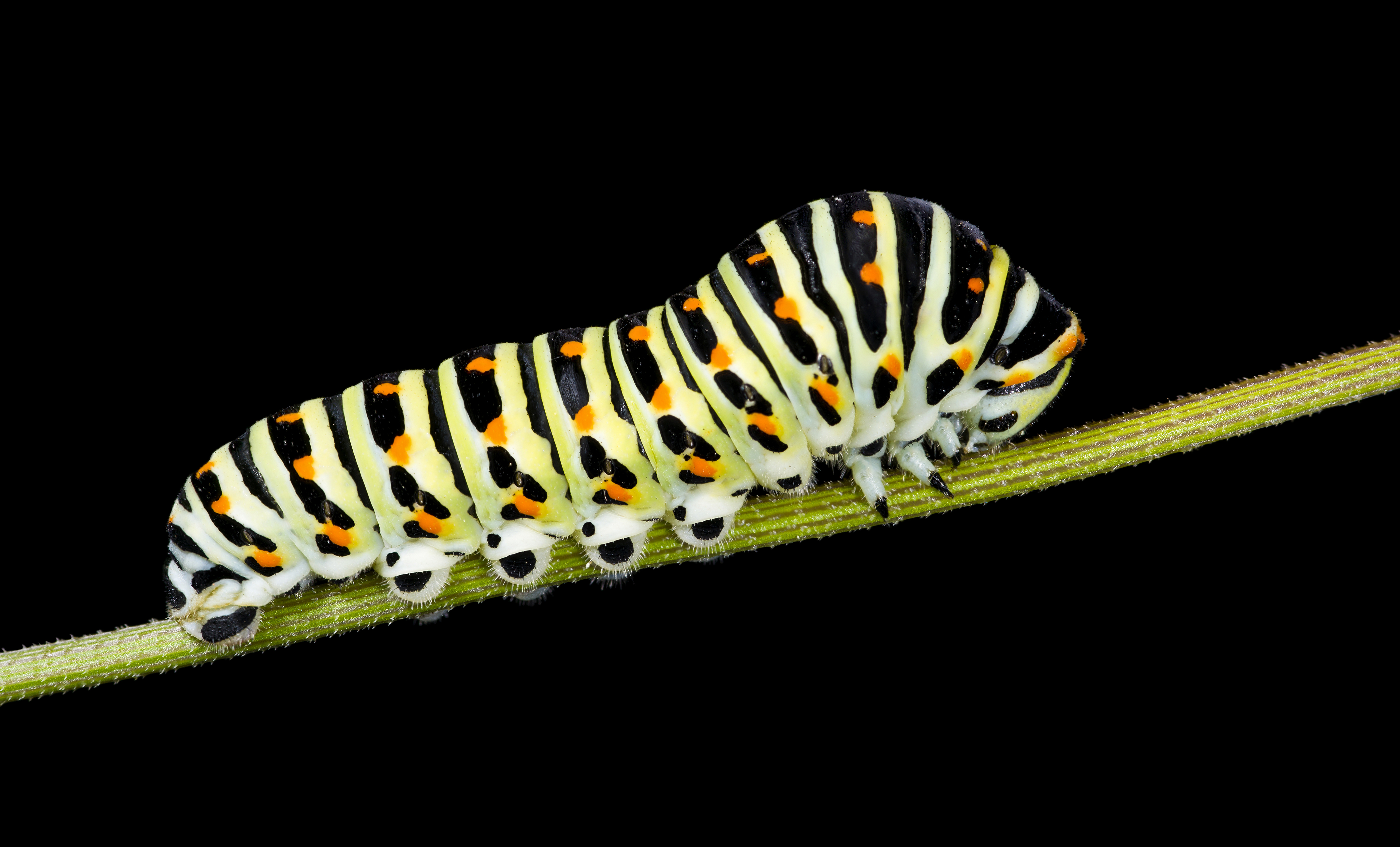
Гусеница махаона

Гусеницы имеют широкий спектр трофических связей. Гусеницы дневных бабочек преимущественно являются фитофагами-филлофагами (реже антофагами) и обычно открыто держатся на кормовых растениях. Большинство гусениц является фитофагами — они питаются листьями, цветками и плодами различных цветковых растений}. Среди растительноядных гусениц для булавоусых чешуекрылых характерны полифаги, олигофаги и монофаги. Наименее специализированная группа — гусеницы-полифаги, являющиеся многоядными и способными питаться различными видами и родами растений. Гусеницы-олигофаги кормятся растениями, принадлежащими к одному семейству или роду. Например, гусеницы поликсены питаются только четырьмя видами рода кирказон, а гусеницы махаона — исключительно зонтичными. Монофаги являются наиболее специализированной группой и способны питаться только лишь одним видом кормового растения. Среди гусениц булавоусых чешуекрылых полифагия крайне редко (в качестве примера можно рассматривать репейницу и боярышницу). Большинство видов принадлежит к группе олигофагов.
Примерно 300 видов голубянок считаются энтомофагами (или предположительно, энтомофагами) на последних стадиях развития их гусениц. Они питаются равнокрылыми насекомыми и личинками муравьёв, находящимися с ними в мирмекофильной ассоциации. Это в основном (около 90 %), представители подсемейства Miletinae и родов Lepidochrysops, Maculinea, Phengaris (Polyommatinae), и лишь около 40 видов из других таксономических групп голубянок. Равнокрылыми насекомыми питаются гусеницы голубянок родов Feniseca, Logania, Miletus, Spalgis, Taraka, Thestor и другие. Случаи питания тлями отмечены у гусениц голубянок видов Spalgis pius из Индии и Feniseca tarquinius из Северной Америки. Гусеницы последней питаются тлями родов Neoprociphilus, Pemphigus, Prociphilus и Schizoneura.

## Биология и экология

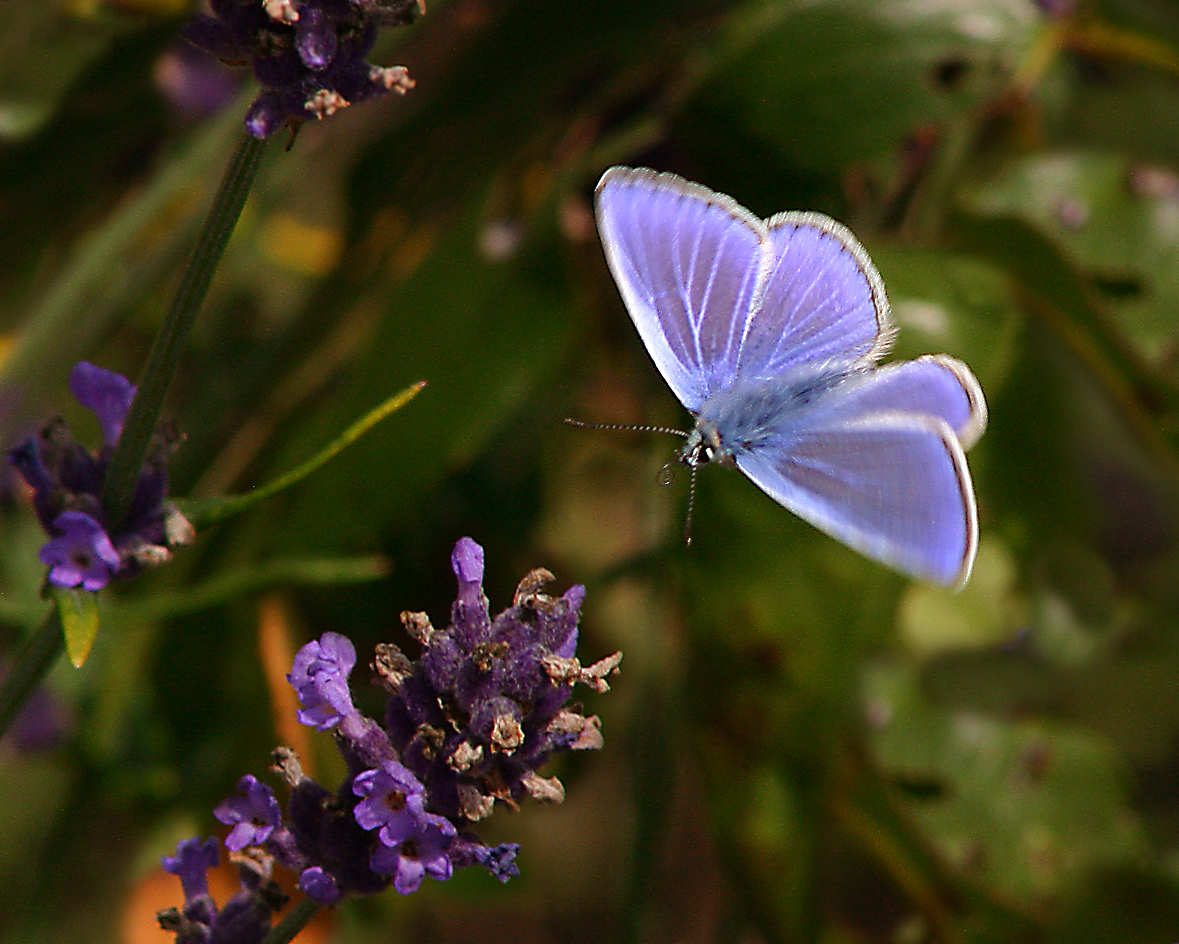
Голубянка икар (Polyommatus icarus) в полёте

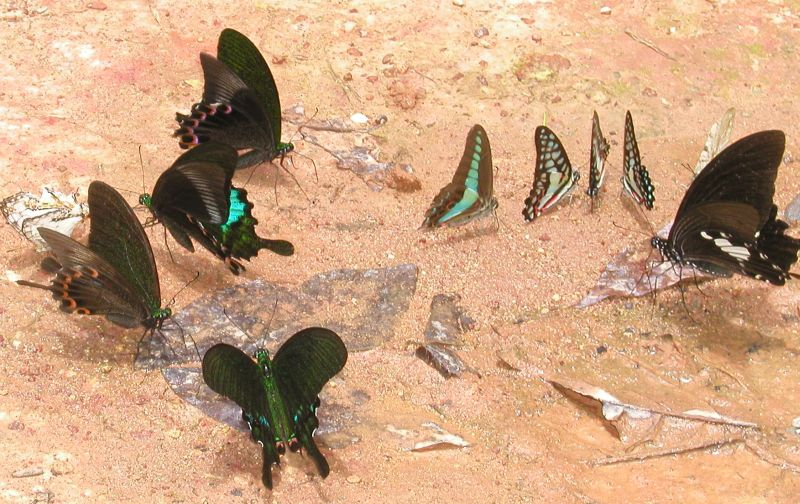
Скопление парусников на влажной глине, из которой они получают микроэлементы вместе с влагой

Имаго булавоусых чешуекрылых ведут дневной образ жизни, однако среди них встречаются и виды, активные в сумерках.
Велика экологическая роль булавоусых чешуекрылых — они являются одними из главных опылителей растений. Большинство видов, будучи антофилами, питается цветочным нектаром. Многие чешуекрылые также питаются соком деревьев, гниющими и перезревшими фруктами. Ряду видов из семейств нимфалиды, парусники и других, для жизнедеятельности необходимы микроэлементы, в первую очередь натрий. Они охотно летят на влажную минеральную глину, на экскременты и мочу крупных животных, влажный древесный уголь, человеческий пот — откуда получают влагу и необходимые микроэлементы. Часто самцы этих видов собираются группами на влажном песке и глинистых почвах, по берегам ручьёв, возле луж.
Для некоторых бабочек, преимущественно нимфалид, морфо, белянок, голубянок, характерно территориальное поведение, как правило, отмечающееся у самцов. При этом они могут занимать в ожидании самок наивысшую точку ландшафта, либо же облетать свой участок обитания.
Интересно, что со своих участков эти самцы прогоняют не только самцов своего вида, но и представителей других видов бабочек со схожей окраской, а также ос, пчёл и т. п. В ряде случаев самцы воспринимают в качестве соперников неодушевлённые предметы соизмеримые с бабочками их вида размерами и цветом — например, данное поведение отмечается у самцов морфо, хараксес, парусника Улисса.

## Распространение и места обитания
Булавоусые чешуекрылые широко распространены по всему земному шару. Их распространение совпадает с распространением наземной флоры, преимущественно цветковых растений. Только крайние полярные области, отдельные пустыни и океанические острова, а также высокогорья с вечными снегами не заселены бабочками. Наиболее многочисленны и разнообразны они в тропиках. В умеренных широтах их видовой состав не так велик.
Булавоусые населяют любые ландшафтные зоны мира от тропических влажных лесов, до пустынь до арктической тундры. Мировая фауна насчитывает не менее 20 тысяч видов, из которых на территории стран бывшего СССР известно 7 семейств (Hesperiidae, Papilionidae, Pieridae, Nymphalidae, Satyridae, Lycaenidae, Riodinidae) и не менее 881 вида. Для азиатской части России приводится около 440 видов.
Для общей характеристики расположения ареалов животных, в том числе и чешуекрылых обычно сушу Земли принято разделять на семь биогеографических царств или регионов. На территории шести из них распространены чешуекрылые.
- Палеарктический регион. На территории Палеарктики обитает более 1600 видов булавоусых. На территории Европы известно примерно более 400 видов булавоусых.
- Неарктика. Фауна региона близка по видовому составу к Палеарктическому региону. В Неарктической области встречаются около 700 видовбулавоусых.. Виды чешуекрылых, которые обитают и в палеарктической и неарктической областях имеют голарктическое распространение[23].
- Неотропический регион.
- Афротропический регион.
- Восточный (Индо-Малайский) регион. В регионе обитает около 4 тысяч видов дневных чешуекрылых. Только на Филиппинах известно около 800 видов дневных бабочек[23].
- Австралийский регион. Многие виды являются общими для Индо-Малайского и Австралийского регионов, но имеются и эндемичные[23]. В Новой Гвинее описано около 800 видов дневных чешуекрылых, в Австралии — около 400 видов[23].

Важнейшим фактором, предопределяющим распространение бабочек, являются их пищевые связи. У монофагов и узких олигофагов их ареалы часто сопряжены с распространением кормовых растений гусениц. Некоторые виды бабочек являются широко распространёнными. Например, репейница обитает в тропических и умеренных областях всех континентов, за исключением Южной Америки. Некоторые роды также обладают обширным ареалами — иногда почти всесветными. Наряду с этим, многие таксоны обладают весьма узкими ареалами либо являются эндемиками, к числу которых относятся многочисленные горные и островные виды.
Время лёта и его продолжительность весьма разнообразны у различных групп чешуекрылых и ограничены тёплым временем года в умеренных широтах.

## Роль в природе
Роль булавоусых в естественных экосистемах заключается в том, что, будучи консументами первого порядка, они являются неотъемлемыми участниками пищевых цепей. В процессе коэволюции организмов сформировалась трофическая сеть связей между автотрофами и гетеротрофами, в которую чешуекрылые включаются на стадиях личинки, куколки и имаго. Личинки и куколки являются звеньями в питании птиц и паразитических насекомых-энтомофагов. Имаго включаются в трофическую сеть значительно более широкого спектра консументов второго порядка — это разнообразные птицы, мелкие млекопитающие, пресмыкающиеся и т. п. Бабочки также выступают опылителями многих видов цветковых растений, ведь значительная часть этих насекомых характеризуется развитием антофилии.